# Groenrughoningvogel
De groenrughoningvogel (Pachyglossa olivacea, synoniem Prionochilus olivaceus) is een zangvogel uit de familie Dicaeidae (bastaardhoningvogels). 

## Taxonomie
Deze vogel komt alleen voor in de Filipijnen en telt drie ondersoorten:
- P. o. parsonsi: de noordelijke Filipijnen.
- P. o. olivaceus: de oostelijk-centrale Filipijnen.
- P. o. samarensis: de zuidelijke Filipijnen.

## Status
De grootte van de populatie is niet gekwantificeerd maar de soort wordt omschreven als schaars. Op de Rode lijst van de IUCN heeft deze soort de status niet bedreigd.